# پیش‌بینی برهم‌کنش پروتئین-پروتئین
پیش‌بینی برهمکنش پروتئین-پروتئین (به انگلیسی: protein–protein interaction prediction) یک موضوع ترکیبی از بیوانفورماتیک و زیست‌شناسی ساختاری است که می‌کوشد تا یک فهرست از میانکنش‌ها و همکاری بین گروه‌های پروتئینی را تهیه کند. فهمیدن برهمکنش‌ها میان پروتئین‌ها برای انجام پژوهش‌ها در زمینه‌هایی مانند مسیرهای ارتباطی درون‌یاخته‌ای، مدل‌سازی ساختارهای پیچیدۀ پروتئین‌ها، یافتن اطلاعات دربارۀ فرایندهای مختلف زیست‌شیمی و… کاربرد دارد. به صورت آزمایشگاهی برهمکنش‌های فیزیکی میان جفت‌پروتئین‌ها می‌تواند با استفاده از آزمایش‌های گوناگونی مانند PCA, protein microarrays, FRET, MST به دست آید. کوشش‌های آزمایشگاهی برای تعیین این برهمکنش‌ها در جانداران گوناگون در حال پیشرفت هستند و همچنین در سال‌های گذشته روش‌های محاسباتی برای پیش‌بینی برهمکنش‌ها ارائه شده‌اند.

## روش‌ها
پروتئین‌هایی که با یکدیگر همکاری می‌کنند عموماً با هم فرگشت می‌یابند، بنابراین ممکن است بتوان حقایقی در مورد همکاری میان جفت‌پروتئین‌ها را بر پایۀ فاصلۀ تبارزایشی آن‌ها به دست آورد. در ضمن شمار محدودی از برهمکنش‌های پروتئینی به صورت ساختاری و آزمایشگاهی حل شده‌اند و می‌توان از آن‌ها برای تشخیص برهمکنش‌های دیگری که شکل اصلی مشابهی دارند و در جانداران دیگری وجود دارند استفاده کرد.

### الگوهای تبارزایشی (phylogenetic profiling)
این روش خانواده‌های جفت‌پروتئینی با الگوهای مشابه که به صورت همزمان در میان شمار بسیاری از گونه‌های حاضر یا غایب هستند را پیدا می‌کند. در واقع این روش جفت‌پروتئین‌هایی را پیدا می‌کند که احتمالاً در یک فرایند زیستی مشابه مشارکت می‌کنند ولی لزوماً برهمکنش فیزیکی ندارند.

### پیش‌بینی جفت‌پروتئین‌هایی که با هم فرگشت می‌یابند بر پایۀ شباهت درخت تبارزایی
این روش شامل استفاده از ابزارهای جست‌وجوی توالی مانند BLAST برای یافتن جفت‌پروتئین‌های همولوگ و الگوریتم‌های ترازسازی چنددنباله‌ای (MSA) است. با استفاده از این ترازسازهای چنددنباله‌ای، ماتریس‌های فاصلهٔ تبارزایشی برای هر پروتئین که فرض می‌کنیم در یک برهمکنش پروتئینی مشارکت دارد محاسبه می‌شوند. اگر این ماتریس‌ها به اندازۀ کافی به هم شبیه باشند (که به‌وسیلۀ ضریب همبستگی پیرسون اندازه‌گیری می‌شود) این پروتئین‌ها احتمالاً با یکدیگر برهمکنش دارند.

### شناسایی جفت‌پروتئین‌های همکار همولوگ
این روش شامل یافتن جست‌وجوی جفت‌توالی‌ها درون پایگاه داده‌هایی می‌باشد که در آن‌ها ساختارهای پیچیده که همکاری آن‌ها با هم شناخته شده‌است ذخیره شده‌اند. برای این کار از الگوریتم‌های جست‌و‌جو مانند BLAT درون پایگاه داده‌هایی مانند pfam استفاده می‌شود. اگر بیش از یک ساختار پیدا شود، آن‌گاه جفت‌توالی اصلی را با تک تک ساختارها تراز (align) می‌کنیم تا نزدیکترین ساختار را بیابیم که می‌توان برای این کار از مدل مارکو مخفی (HMMER) استفاده کرد تا نزدیکترین همولوگ که ساختار آن پیدا شده‌است را بیابیم.

### استفاده از روش‌های آموزش با سرپرست
مسئلۀ همکاری و برهمکنش میان یک جفت‌پروتئین را می‌توان به‌وسیلۀ روش‌های آموزش با سرپرست حل کرد به این صورت که از برهمکنش‌های پروتئینی شناخته‌ شده می‌توان یک تابع را تقریب زد که بتواند تشخیص دهد که آیا بین دو پروتئین همکاری وجود دارد یا خیر.